# رابطه بازگشتی
رابطهٔ بازگشتی (به انگلیسی: Recurrence relation) در ریاضیات، دنباله‌ای است که به‌صورت بازگشتی تعریف می‌شود.
واژه معادلهٔ تفاضلی (difference equation) مربوط به حالت خاصی از رابطۀ بازگشتی می‌باشد. به هر حال، «مدل تفاضلی» برای اشاره به هر گونه رابطۀ بازگشتی به کار می‌رود. نمونه‌ای از یک رابطۀ بازگشتی، نقشه لجستیک (منطقی) با ثابت داده شدۀ {\displaystyle r} می‌باشد که با در نظر گرفتن {\displaystyle x_{0}} به عنوان مقدار اولیه، تمام مقادیر بعدی با این رابطه به‌دست می‌آید. بسیاری از روابط بازگشتی ممکن است رفتارهای پیچیده‌ای از خودشان نشان دهند. این نوع روابط توسط فیزیک‌دانان و ریاضی‌دانان در شاخه‌ای از ریاضیات به نام تحلیل غیر خطی مطالعه می‌شوند. حل یک معادلۀ بازگشتی یعنی به‌دست آوردن یک فرم بسته برای آن (یک تابع غیر بازگشتی از {\displaystyle n}).

## فیبوناچی
اعداد فیبوناچی نمونه اولیه‌ای از یک رابطۀ بازگشتی همگن با ضرائب ثابت می‌باشد. این اعداد با رابطۀ خطی بازگشتی زیر:
{\displaystyle F_{n}=F_{n-1}+F_{n-2}}
با مقادیر اولیه:
{\displaystyle F_{0}=0}
{\displaystyle F_{1}=1}
تعریف می‌شوند. مشخصاً رابطۀ بازگشتی معادله‌های زیر را ایجاد می‌کند:
{\displaystyle F_{2}=F_{1}+F_{0}}
{\displaystyle F_{3}=F_{2}+F_{1}}
{\displaystyle F_{4}=F_{3}+F_{2}}
به توالی اعداد فیبوناچی می‌رسیم که به شکل: ۰، ۱، ۱، ۲، ۳، ۵، ۸، ۱۳، ۲۱، ۳۴، ۵۵، ۸۹ و … است. آن را می‌توان با روش‌هایی که در ادامه توضیح داده می‌شوند، حل کرد؛ روش‌هایی که عبارتی بسته (closed-form expression) شامل توان‌های دو ریشه چندجمله‌ای مشخصه {\displaystyle t^{2}=t+1} دارند. تابع ایجادکنندۀ توالی، تابع گویای زیر است:
{\displaystyle {\frac {t}{1-t-t^{2}}}}

## ساختار

### رابطۀ بازگشتی خطی همگن با ضرایب ثابت
رابطۀ بازگشتی خطی همگن با ضرایب ثابت از مرتبۀ {\displaystyle d}، معادله‌ای به شکل زیر است:
{\displaystyle a_{n}=c_{1}a_{n-1}+c_{2}a_{n-2}+\cdots +c_{d}a_{n-d}}
که در آن {\displaystyle d} ضرایب {\displaystyle c_{i}} (برای تمام {\displaystyle i}ها) ثابت است. می‌توان گفت، فهرست معادلات خطی هم‌زمان نامتناهی است که برای هر {\displaystyle n>d-1} می‌باشد. یک توالی که رابطه‌ای چنینی داشته باشد، توالی بازگشتی خطی یا LRS نامیده می‌شود. {\displaystyle d} درجۀ آزادی برای LRS وجود دارد بدین معنا که مقادیر اولیۀ {\displaystyle a_{0},\dots ,a_{d-1}} هر مقداری را می‌توانند بگیرند ولی رابطۀ بازگشتی خطی توالی یکتایی را مشخص می‌کند. ضرایب یکسان چندجمله‌ای مشخصه را ایجاد می‌کنند:
{\displaystyle p(t)=t^{d}-c_{1}t^{d-1}-c_{2}t^{d-2}-\cdots -c_{d}}
که ریشه‌های {\displaystyle d} نقش مهمی در یافتن و فهمیدن توالی‌های درست از لحاظ تابع بازگشتی دارند. اگر ریشه‌های معادلۀ مشخصه تماماً مشخص باشند، حال راه‌حل بازگشتی به شکل زیر خواهد بود:
{\displaystyle a_{n}=k_{1}r_{1}^{n}+k_{2}r_{2}^{n}+\cdots +k_{d}r_{d}^{n}}
که در آن ضرایب {\displaystyle k_{i}} برای متناسب کردن شرایط اولیۀ رابطۀ بازگشتی مشخص می‌شوند. وقتی که ریشه‌های یکسان برای چندین بار اتفاق می‌افتند، قسمت‌هایی از این فرمول که مربوط به موارد دوم و بیشتر از یک ریشه است در توان‌های افزایشی از {\displaystyle n} ضرب می‌شوند. برای مثال، اگر چندجمله‌ای مشخصه فاکتوری از {\displaystyle (x-r)^{3}} با ریشۀ تکراری سه بارۀ {\displaystyle r} باشد، راه‌حل به شکل زیر خواهد بود:
{\displaystyle a_{n}=k_{1}r^{n}+k_{2}nr^{n}+k_{3}n^{2}r^{n}}
در کنار اعداد فیبوناچی، دیگر توالی‌های ایجاد شده توسط روابط بازگشتی خطی همگن شامل اعداد لوکاس و توالی لوکاس، اعداد یاکوبسال، اعداد پل و معادلۀ پل می‌باشد.

### تابع مولد گویا
توالی‌های بازگشتی خطی دقیقاً توالی‌هایی هستند که تابع مولدشان یک تابع گویا است. مخرج چندجمله‌ای به‌دست آمده از چندجمله‌ای مشخصه با معکوس کردن ترتیب ضرائب است و صورت با مقادیر اولیه توالی مشخص می‌شود. ساده‌ترین حالت‌ها توالی‌های دوره‌ای 
{\displaystyle a_{n}=a_{n-d},n\geq d}هستند که توالی {\displaystyle a_{0},a_{1},\dots ,a_{d-1},a_{0},\dots }
و تابع مولدی مجموع سری هندسی زیر دارند:
{\displaystyle {\begin{aligned}{\frac {a_{0}+a_{1}x^{1}+\cdots +a_{d-1}x^{d-1}}{1-x^{d}}}=&\left(a_{0}+a_{1}x^{1}+\cdots +a_{d-1}x^{d-1}\right)+\left(a_{0}+a_{1}x^{1}+\cdots +a_{d-1}x^{d-1}\right)x^{d}+\\&\left(a_{0}+a_{1}x^{1}+\cdots +a_{d-1}x^{d-1}\right)x^{2d}+\cdots .\end{aligned}}}
عموماً در مورد رابطه بازگشتی زیر:
{\displaystyle a_{n}=c_{1}a_{n-1}+c_{2}a_{n-2}+\cdots +c_{d}a_{n-d}}
با تابع مولد:
{\displaystyle a_{0}+a_{1}x^{1}+a_{2}x^{2}+\cdots }
سری‌ها در ad و بالاتر به وسیله چندجمله‌ای زیر متوقف می‌شوند:
{\displaystyle 1-c_{1}x^{1}-c_{2}x^{2}-\cdots -c_{d}x^{d}}
که این یعنی ضرب تابع مولد در چندجمله‌ای، در پی خواهد داشت:
{\displaystyle b_{n}=a_{n}-c_{1}a_{n-1}-c_{2}a_{n-2}-\cdots -c_{d}a_{n-d}}
به‌طوری‌که ضرایب {\displaystyle x^{n}} برای n ≥ d حذف می‌شوند. پس:
{\displaystyle \left(a_{0}+a_{1}x^{1}+a_{2}x^{2}+\cdots \right)\left(1-c_{1}x^{1}-c_{2}x^{2}-\cdots -c_{d}x^{d}\right)=\left(b_{0}+b_{1}x^{1}+b_{2}x^{2}+\cdots +b_{d-1}x^{d-1}\right)}
و با تقسیم خواهیم داشت:
{\displaystyle a_{0}+a_{1}x^{1}+a_{2}x^{2}+\cdots ={\frac {b_{0}+b_{1}x^{1}+b_{2}x^{2}+\cdots +b_{d-1}x^{d-1}}{1-c_{1}x^{1}-c_{2}x^{2}-\cdots -c_{d}x^{d}}}}
که نشان دهنده تابع مولد به عنوان تابع گویا است.
مخرج {\displaystyle x^{d}p\left(x^{-1}\right)} است که تبدیلی از چندجمله‌ای مشخصه است. می‌توان هر مضربی از آن را استفاده کرد، ولی این نرمال سازی هر دو را انتخاب کرده تا رابطه ساده‌تری برای چندجمله‌ای مشخصه داشته باشد و همچنین داشته باشد {\displaystyle b_{0}=a_{0}}.

### روابط تفاضلی به دقت تعریف شده
دنباله اعداد حقیقی
{\displaystyle \left\{a_{n}\right\}_{n=1}^{\infty }}
را در نظر بگیرید. اولین دنباله تفاضلی برابر
{\displaystyle \Delta (a_{n})=a_{n+1}-a_{n}\,}
است. دومین دنباله به صورت
{\displaystyle \Delta ^{2}(a_{n})=\Delta (a_{n+1})-\Delta (a_{n})}
تعریف می‌شود که می‌تواند به صورت
{\displaystyle \Delta ^{2}(a_{n})=a_{n+2}-2a_{n+1}+a_{n}}
ساده‌سازی شود. به صورت کلی دنباله تفاضلی k ام به صورت زیر تعریف می‌شود:
{\displaystyle \Delta ^{k}(a_{n})=\Delta ^{k-1}(a_{n+1})-\Delta ^{k-1}(a_{n})=\sum _{t=0}^{k}{\binom {k}{t}}(-1)^{t}a_{n+k-t}}
تعریف محدودتری از معادله تفاضلی معادله‌ای است بر حسب an و k امین تفاضل. در واقع معادله زیر را داریم:
{\displaystyle a_{n+k}={n \choose 0}a_{n}+{n \choose 1}\Delta (a_{n})+\cdots +{n \choose k}\Delta ^{n}(a_{n})}
بنابراین معادله تفاضلی می‌تواند معادله‌ای بر حسب an, an-1, an-2 یا an, an+1, an+2 باشد.
از آنجایی که معادلات تفاضلی یکی از رایج‌ترین معادلات بازگشتی هستند، بعضی از نویسنده‌ها آن‌ها را به جای هم به کار می‌برند. به‌طور مثال معادله تفاضلی:{\displaystyle 3\Delta ^{2}(a_{n})+2\Delta (a_{n})+7a_{n}=0} با دنباله بازگشتی زیر برابر است.
{\displaystyle 3a_{n+2}=4a_{n+1}-8a_{n}}
بنابراین معادلات تفاضلی می‌توانند به صورت بازگشتی حل شوند و به صورت مشابه می‌توان روش حل معادلات دیفرانسیل معمولی را یافت. اگرچه اعداد آکرمن نمونه‌ای از دنباله بازگشتی هستند، به معادلات تفاضلی نگاشته نمی‌شوند. معادلات جمعی مرتبط به معادلات تفاضلی هستند همان‌طور که معادلات انتگرال مربوط به معادلات دیفرانسیل هستند.

### از توالی به شبکه
روابط تک متغیر یا بازگشتی یک بعدی در مورد دنباله است در حالی که روابط بازگشتی چند متغیر یا n بعدی در مورد شبکه‌های n بعدی است. توابعی که بر روی شبکه‌های n بعدی تعریف می‌شوند، با معادلات تفاضلی جزئی قابل حل‌اند.

## روش حل

### روش‌های کلی
برای دنباله بازگشتی از مرتبه ۱ داریم:{\displaystyle a_{n}=ra_{n-1}}
در نظر می‌گیریم an = rn و a0 = ۱ و روش کلی تر آن an = krn و a0 = k است. معادله مشخصه این عبارت به سادگی به دست می‌آید که برابر t − r = ۰ است. راه حل برای معادلات با مرتبهٔ بالاتر با قواعد و اصول به دست آمده، غالباً استفاده از روش an = rn برای مواقعی است که t = r یک ریشه معادله مشخصه است. این می‌تواند به‌طور مستقیم یا با تابع مولد یا ماتریس به دست آید.
به‌طور مثال دنباله {\displaystyle a_{n}=Aa_{n-1}+Ba_{n-2}} را در نظر بگیرید، این دنباله چه موقع جواب an = rn را دارد؟ این را با دنباله بازگشتی {\displaystyle r^{n}=Ar^{n-1}+Br^{n-2}} جایگزین کنید، در می‌یابیم که برای همه n > 1 معادله درست است. با تقسیم بر rn−2، همان معادلات را به صورت زیر خواهیم داشت:
{\displaystyle r^{2}=Ar+B}
{\displaystyle r^{2}-Ar-B=0}
که یک معادله مشخصه برای دنباله بازگشتی است. با حل کردن معادله دو ریشه برای r خواهیم داشت: λ1 و λ2، که این ریشه‌ها، ریشه‌های مشخصه یا مقادیر ویژه معادله مشخصه نامیده می‌شوند. با توجه به ریشه‌ها، روش‌های متفاوتی برای حل معادله وجود دارد. اگر متمایز باشند، راه حل کلی:{\displaystyle a_{n}=C\lambda _{1}^{n}+D\lambda _{2}^{n}} را داریم و اگر برابر بودند
{\displaystyle a_{n}=C\lambda ^{n}+Dn\lambda ^{n}}
این کلی‌ترین روش است و C و D با توجه به a0 و a1 به دست می‌آیند. برای حالاتی که مقادیر ویژه مختلط اند (که منجر به مختلط شدن C و D نیز می‌شوند) استفاده از اعداد مختلط را می‌توان با بازنویسی راه حل به صورت مثلثاتی حذف کرد. در این حالت مقادیر ویژه را می‌توان به صورت {\displaystyle \lambda _{1},\lambda _{2}=\alpha \pm \beta i} نشان داد. هم چنین معادله
{\displaystyle a_{n}=C\lambda _{1}^{n}+D\lambda _{2}^{n}}
را می‌توان به صورت زیر نشان داد.
{\displaystyle a_{n}=2M^{n}\left(E\cos(\theta n)+F\sin(\theta n)\right)=2GM^{n}\cos(\theta n-\delta )}
که در آن
{\displaystyle {\begin{array}{lcl}M={\sqrt {\alpha ^{2}+\beta ^{2}}}&\cos(\theta )={\tfrac {\alpha }{M}}&\sin(\theta )={\tfrac {\beta }{M}}\\C,D=E\mp Fi&&\\G={\sqrt {E^{2}+F^{2}}}&\cos(\delta )={\tfrac {E}{G}}&\sin(\delta )={\tfrac {F}{G}}\end{array}}}
E و F ثابت‌های حقیقی اند که وابسته به شرایط اولیه هستند. استفاده از فرمول‌های زیر راه حل را می‌تواند ساده‌تر کند
{\displaystyle \lambda _{1}+\lambda _{2}=2\alpha =A}
{\displaystyle \lambda _{1}\cdot \lambda _{2}=\alpha ^{2}+\beta ^{2}=-B}
{\displaystyle a_{n}=(-B)^{\frac {n}{2}}\left(E\cos(\theta n)+F\sin(\theta n)\right)}
که a1 و a2 مقادیر اولیه هستند و
{\displaystyle {\begin{aligned}E&={\frac {-Aa_{1}+a_{2}}{B}}\\F&=-i{\frac {A^{2}a_{1}-Aa_{2}+2a_{1}B}{B{\sqrt {A^{2}+4B}}}}\\\theta &=a\cos \left({\frac {A}{2{\sqrt {-B}}}}\right)\end{aligned}}}
در این روش دیگر احتیاجی به حل λ1 و λ2 نیست. در همه حالات (مقادیر ویژه متمایز حقیقی، مقادیر ویژه تکراری حقیقی، مقادیر ویژه مختلط) دنباله ثابت است. (متغیر به مقدار ثابت، معمولاً صفر، همگراست) اگر و فقط اگر هر دو مقدار ویژه از مقدار ثابت کوچکتر باشند. در این معادله از مرتبه دو، این شرط برای مقادیر ویژه را می‌توان به صورت A| < 1 − B < 2| یا A| < 1 − B، |B| < 1| نشان داد.
مثال نوشته شده مشابه معادله زیر است ولی بدون عدد ثابت. اگر یک دنباله بازگشتی ناهمگن:{\displaystyle b_{n}=Ab_{n-1}+Bb_{n-2}+K} با عدد ثابت K را داشته باشیم، می‌توانیم آن را با روش زیر به معادله همگن تبدیل کنیم. در حالت دائمی (steady state) با جایگذاری *b به جای bn = bn−1 = bn−2 = bخواهیم داشت:
{\displaystyle b^{*}={\frac {K}{1-A-B}}}
سپس معادله بازگشتی ناهمگن به شکل زیر به صورت همگن نوشته می‌شود:
{\displaystyle [b_{n}-b^{*}]=A[b_{n-1}-b^{*}]+B[b_{n-2}-b^{*}]}
که با روش‌های بالا قابل حل است.
شرط ثبات بیان شده در بالا از نظر مقادیر ویژه برای معادلات از مرتبه دو، به‌طور کلی برای معادلات مرتبه n نیز معتبر است. معادله پایدار است اگر و تنها اگر تمام مقادیر ویژه از مقدار ثابت در معادله مشخصه کوچکتر باشند.

### حل به روش جبر خطی
یک دنباله بازگشتی y از مرتبه n به صورت:{\displaystyle y_{n+k}-c_{n-1}y_{n-1+k}-c_{n-2}y_{n-2+k}+\cdots -c_{0}y_{k}=0} است که برابر:{\displaystyle y_{n}=c_{n-1}y_{n-1}+c_{n-2}y_{n-2}+\cdots +c_{0}y_{0}} است و می‌توان این معادله درجه n را با یک سیستم درجه n معادلات خطی ترجمه کرد:
{\displaystyle {\vec {y}}_{n}={\begin{bmatrix}y_{n}\\y_{n-1}\\\vdots \\y_{1}\end{bmatrix}}={\begin{bmatrix}-c_{n-1}&-c_{n-2}&\cdots &-c_{0}\\1&0&\cdots &0\\\vdots &\vdots &\ddots &\vdots \\0&0&\cdots &0\end{bmatrix}}{\begin{bmatrix}y_{n-1}\\y_{n-2}\\\vdots \\y_{0}\end{bmatrix}}=C\ {\vec {y}}_{n-1}=C^{n}{\vec {y}}_{0}}
مشاهده می‌کنید که {\displaystyle {\vec {y}}_{n}} را می‌توان با n برنامه کاربردی به دست آورد.
با تجزیه کردن {\displaystyle {\vec {y}}_{n}={\vec {C}}^{n}\,{\vec {y}}_{0}=c_{1}\,\lambda _{1}^{n}\,{\vec {e}}_{1}+c_{2}\,\lambda _{2}^{n}\,{\vec {e}}_{2}+\cdots +c_{n}\,\lambda _{n}^{n}\,{\vec {e}}_{n}}  با روش تجزیه مقدار ویژه به مقادیر ویژه {\displaystyle \lambda _{1},\lambda _{2},\ldots ,\lambda _{n}} و بردارهای ویژه {\displaystyle {\vec {e}}_{1},{\vec {e}}_{2},\ldots ,{\vec {e}}_{n}} می‌توان {\displaystyle {\vec {y}}_{n}} را به دست آورد. با توجه به این واقعیت مهم که سیستم c هر بردار ویژه را با پوسته پوسته کردن اجزایش در λ دفعه، تجزیه می‌کند:
{\displaystyle C\,{\vec {e}}_{i}=\lambda _{i}{\vec {e}}_{i}=C{\begin{bmatrix}e_{i,n}\\e_{i,n-1}\\\vdots \\e_{i,1}\end{bmatrix}}={\begin{bmatrix}\lambda _{i}\,e_{i,n}\\\lambda _{i}\,e_{i,n-1}\\\vdots \\\lambda _{i}\,e_{i,1}\end{bmatrix}}}
این یک نسخه از بردار ویژه است که اجزای λ برابر بزرگتر دارد و بردارهای ویژه توان‌های λ هستند
{\displaystyle {\vec {e}}_{i}={\begin{bmatrix}\lambda _{i}^{n-1}&\cdots &\lambda _{i}^{2}&\lambda _{i}&1\end{bmatrix}}^{T}}
و بنابراین راه حل دنباله بازگشتی همگن خطی ترکیبی از توابع نمایی است  {\displaystyle {\vec {y}}_{n}=\sum _{1}^{n}{c_{i}\,\lambda _{i}^{n}\,{\vec {e}}_{i}}}. متغیرهای {\displaystyle c_{i}} با استفاده از شروط اولیه به دست می‌آیند.
{\displaystyle {\vec {y}}_{0}={\begin{bmatrix}y_{0}\\y_{-1}\\\vdots \\y_{-n+1}\end{bmatrix}}=\sum _{i=1}^{n}{c_{i}\,\lambda _{i}^{0}\,{\vec {e}}_{i}}={\begin{bmatrix}{\vec {e}}_{1}&{\vec {e}}_{2}&\cdots &{\vec {e}}_{n}\end{bmatrix}}\,{\begin{bmatrix}c_{1}\\c_{2}\\\cdots \\c_{n}\end{bmatrix}}=E\,{\begin{bmatrix}c_{1}\\c_{2}\\\cdots \\c_{n}\end{bmatrix}}}
که ضرایب آن در زیر آمده:
{\displaystyle {\begin{bmatrix}c_{1}\\c_{2}\\\cdots \\c_{n}\end{bmatrix}}=E^{-1}{\vec {y}}_{0}={\begin{bmatrix}\lambda _{1}^{n-1}&\lambda _{2}^{n-1}&\cdots &\lambda _{n}^{n-1}\\\vdots &\vdots &\ddots &\vdots \\\lambda _{1}&\lambda _{2}&\cdots &\lambda _{n}\\1&1&\cdots &1\end{bmatrix}}^{-1}\,{\begin{bmatrix}y_{0}\\y_{-1}\\\vdots \\y_{-n+1}\end{bmatrix}}}
هم چنین با شرایط مرزی دلخواه به دست می‌آید:
{\displaystyle {\begin{bmatrix}y_{a}\\y_{b}\\\vdots \end{bmatrix}}={\begin{bmatrix}{\vec {y}}_{a}[n]\\{\vec {y}}_{b}[n]\\\vdots \end{bmatrix}}={\begin{bmatrix}\sum _{i=1}^{n}{c_{i}\,\lambda _{i}^{a}\,{\vec {e}}_{i}[n]}\\\sum _{i=1}^{n}{c_{i}\,\lambda _{i}^{b}\,{\vec {e}}_{i}[n]}\\\vdots \end{bmatrix}}={\begin{bmatrix}\sum _{i=1}^{n}{c_{i}\,\lambda _{i}^{a}\,\lambda _{i}^{n-1}}\\\sum _{i=1}^{n}{c_{i}\,\lambda _{i}^{b}\,\lambda _{i}^{n-1}}\\\vdots \end{bmatrix}}=}
{\displaystyle ={\begin{bmatrix}\sum {c_{i}\,\lambda _{i}^{a+n-1}}\\\sum {c_{i}\,\lambda _{i}^{b+n-1}}\\\vdots \end{bmatrix}}={\begin{bmatrix}\lambda _{1}^{a+n-1}&\lambda _{2}^{a+n-1}&\cdots &\lambda _{n}^{a+n-1}\\\lambda _{1}^{b+n-1}&\lambda _{2}^{b+n-1}&\cdots &\lambda _{n}^{b+n-1}\\\vdots &\vdots &\ddots &\vdots \end{bmatrix}}\,{\begin{bmatrix}c_{1}\\c_{2}\\\vdots \\c_{n}\end{bmatrix}}}
این توصیف، اگر چه روش کوتاهتری است، با روش کلی اولیه فرقی ندارد و همچنین برای حالت‌هایی که چند دنباله بازگشتی داریم، به کار می‌آید:
{\displaystyle a_{n}=a_{n-1}-b_{n-1}}
{\displaystyle b_{n}=2a_{n-1}+b_{n-1}}

### حل با تبدیل z
معادلات تفاضلی خاص _ معادلات تفاضلی خطی با ضرایب ثابت_ با تبدیل z قابل حل‌اند. این تبدیلات، تبدیلات انتگرالی هستند که به دستکاری جبری مناسب تر و روش‌های مستقیم منجر می‌شود. این‌ها شرایطی اند که در آن‌ها به دست آوردن یک روش مستقیم غیرممکن است، ولی حل آن‌ها با روش تبدیل انتگرالی مستقیم است.

### قضایا
برای یک دنباله بازگشتی خطی همگن با ضریب ثابت و مرتبه d داریم:
{\displaystyle t^{d}-c_{1}t^{d-1}-c_{2}t^{d-2}-\cdots -c_{d}=0\,}
که هر ci به ci در دنباله بازگشتی اصلی مربوط می‌شود. فرض کنید λ یک ریشه (p(t (چندجمله‌ای مشخصه) با درجه تکرار r است. همچنین گفته می‌شود که (p(t بر t−λ)r) بخش پذیر است. دو خاصیت زیر برقرارند:
- هر یک از دنباله‌های r، معادله {\displaystyle \lambda ^{n},n\lambda ^{n},n^{2}\lambda ^{n},\dots ,n^{r-1}\lambda ^{n}} را برای دنباله بازگشتی برآورده می‌سازند.
- هر توالی صدق پذیر در رابطه بازگشتی را می‌توان به صورت ترکیبی خطی از جواب‌های ایجاد شده در قسمت ۱ به دست آورد.

در نتیجه این قضیه یک دنباله بازگشتی خطی همگن با ضریب ثابت به صورت زیر حل می‌شود:
- معادله مشخصه (p(t را پیدا کنید.
- ریشه‌های معادله و تکرار آن را بیابید.
- an را به صورت ترکیب خطی ریشه‌ها با توجه به تعداد تکرار آن‌ها با ضرایب ناشناخته bi بنویسید:

{\displaystyle a_{n}=\left(b_{1}\lambda _{1}^{n}+b_{2}n\lambda _{1}^{n}+b_{3}n^{2}\lambda _{1}^{n}+\cdots +b_{r}n^{r-1}\lambda _{1}^{n}\right)+\cdots +\left(b_{d-q+1}\lambda _{*}^{n}+\cdots +b_{d}n^{q-1}\lambda _{*}^{n}\right)}
این همان جواب کلی برای دنباله بازگشتی اصلی است.
- هر {\displaystyle a_{0},a_{1},\dots ,a_{d}} را با {\displaystyle a_{0},a_{1},\dots ,a_{d}} شناخته شده از دنباله بازگشتی اصلی یکسان فرض کنید. اگر چه مقادیر an از دنباله اصلی مرتبط نیستند، مگر در موارد استثنایی، فقط d مورد نیاز است. این روند یک سیستم خطی با معادلات d را درست می‌کند. حل این معادلات برای ضرایب نامعلوم {\displaystyle b_{1},b_{2},\dots ,b_{d}} از راه حل کلی و جایگذاری آن در راه حل کلی یک روش خاص برای حل دنباله بازگشتی با شرایط اولیه به دست می‌آید.

روش حل معادلات تفاضلی خطی نیز مانند بالاست. حدس هوشمندانه برای معادلات تفاضلی خطی با ضریب ثابت eλx که λ یک عدد مختلط است، وجود دارد که با جایگزین کردن حدس در معادلات تفاضلی به دست می‌آید.
این یک قرارداد است. بسط تیلور یک روش حل برای معادلات تفاضلی خطی است:
{\displaystyle \sum _{n=0}^{\infty }{\frac {f^{(n)}(a)}{n!}}(x-a)^{n}}
دیده می‌شود که ضرایب این بسط برابر مشتق n ام تابع (f(x است. رابطه دیفرانسیلی مدل تفاضلی خطی ای را مربوط به این ضرایب ایجاد می‌کند. این هم‌ارزی می‌تواند برای حل روابط بازگشتی با ضرایب سری‌های توانی در راه حل معادلات تفاضلی خطی مورد استفاده قرار گیرد. قانون شست _ برای معادلات که در آن چندجمله‌ای ضرب دوره اول غیر صفر صفر است _این است:
{\displaystyle y^{[k]}\to f[n+k]}
و به صورت کلی تر:
{\displaystyle x^{m}*y^{[k]}\to n(n-1)(n-m+1)f[n+k-m]}
به‌طور مثال، دنباله بازگشتی برای ضرایب بسط تیلور در دنباله زیر
{\displaystyle (x^{2}+3x-4)y^{[3]}-(3x+1)y^{[2]}+2y=0}
به صورت زیر داده شده:
{\displaystyle n(n-1)f[n+1]+3nf[n+2]-4f[n+3]-3nf[n+1]-f[n+2]+2f[n]=0}
که همان
{\displaystyle -4f[n+3]+2nf[n+2]+n(n-4)f[n+1]+2f[n]=0}
است. این مثال نشان می‌دهد که چگونه مشکلاتی که با روش‌های کلی توانی در کلاس معادلات تفاضلی قابل حل اند، با روشی ساده‌تر حل می‌شوند.
مثال: معادله تفاضلی {\displaystyle ay''+by'+cy=0} راه حل:{\displaystyle y=e^{ax}} را دارد. تبدیل این معادله به معادله تفاضلی با بسط تیلور به صورت زیر است:
{\displaystyle af[n+2]+bf[n+1]+cf[n]=0}
که به آسانی دیده می‌شود که مشتق n ام eax در که در an ارزیابی می‌شود برابر صفر است.

### حل روابط بازگشتی ناهمگن
اگر رابطۀ بازگشتی ناهمگن باشد، جواب خاص را می‌توان با روش ضرایب نامعین به‌دست آورد. جواب کلی برابر است با مجموع جواب‌های روابط همگن و خاص. روش دیگر حل یک رابطۀ بازگشتی ناهمگن، روش مشتق‌گیری سمبلیک می‌باشد. برای مثال رابطۀ بازگشتی زیر را در نظر بگیرید:
{\displaystyle a_{n+1}=a_{n}+1}
که یک رابطۀ بازگشتی ناهمگن است. اگر {\displaystyle n+1} را به‌جای {\displaystyle n} جایگزین کنیم، به رابطۀ بازگشتی زیر می‌رسیم:
{\displaystyle a_{n+2}=a_{n+1}+1}
با تفریق رابطۀ بازگشتی اصلی و رابطۀ به‌دست آمده، به رابطۀ زیر می‌رسیم:
{\displaystyle a_{n+2}-a_{n+1}=a_{n+1}-a_{n}}
یا
{\displaystyle a_{n+2}=2a_{n+1}-a_{n}}
این یک رابطۀ بازگشتی همگن است که می‌توان آن را با روش‌های ذکر شده حل کرد. به‌صورت کلی، اگر یک رابطه بازگشتی خطی به شکل زیر وجود داشته باشد:
{\displaystyle a_{n+k}=\lambda _{k-1}a_{n+k-1}+\lambda _{k-2}a_{n+k-2}+\cdots +\lambda _{1}a_{n+1}+\lambda _{0}a_{n}+p(n)}
که در آن {\displaystyle \lambda _{0},\lambda _{1},\dots ,\lambda _{k-1}} ضرائب ثابت و {\displaystyle p(n)} ناهمگنی باشد، در صورتی که {\displaystyle p(n)} چندجمله‌ای با درجۀ {\displaystyle r} باشد، می‌توان این رابطۀ بازگشتی ناهمگن را به رابطۀ بازگشتی همگن با استفاده از روش مشتق‌گیری سمبلیک درجۀ {\displaystyle r} تبدیل کرد اگر
{\displaystyle P(x)=\sum _{n=0}^{\infty }p_{n}x^{n}}
تابع مولد ناهمگنی باشد و
{\displaystyle A(x)=\sum _{n=0}^{\infty }a(n)x^{n}}
تابع مولد رابطۀ بازگشتی ناهمگن باشد که در آن ضرائب ثابت ci به روش زیر به‌دست می‌آیند:
{\displaystyle a_{n}=\sum _{i=1}^{s}c_{i}a_{n-i}+p_{n},\quad n\geq n_{r}}
{\displaystyle \left(1-\sum _{i=1}^{s}c_{i}x^{i}\right)A(x)=P(x)+\sum _{n=0}^{n_{r}-1}[a_{n}-p_{n}]x^{n}-\sum _{i=1}^{s}c_{i}x^{i}\sum _{n=0}^{n_{r}-i-1}a_{n}x^{n}}
اگر (P(x تابع مولد گویا باشد، (A(x هم مانند آن خواهد بود. در حالت بالا، که pn = K ثابت است، (P(x) = K/(1−x نمونه‌ای از این فرمول خواهد بود. نمونه‌ای دیگر، رابطه بازگشتی {\displaystyle a_{n}=10a_{n-1}+n} با ناهمگنی خطی است که از تعریف اعداد شیزوفرنیک به‌دست می‌آید. جواب روابط همگن به صورت p = P = ۰ است. به علاوه، برای روابط بازگشتی ناهمگن مرتبه اول عمومی با ضرائب متغیر
{\displaystyle a_{n+1}=f_{n}a_{n}+g_{n},\qquad f_{n}\neq 0}
روش مناسبی برای حل وجود دارد.
{\displaystyle a_{n+1}-f_{n}a_{n}=g_{n}}
{\displaystyle {\frac {a_{n+1}}{\prod _{k=0}^{n}f_{k}}}-{\frac {f_{n}a_{n}}{\prod _{k=0}^{n}f_{k}}}={\frac {g_{n}}{\prod _{k=0}^{n}f_{k}}}}
{\displaystyle {\frac {a_{n+1}}{\prod _{k=0}^{n}f_{k}}}-{\frac {a_{n}}{\prod _{k=0}^{n-1}f_{k}}}={\frac {g_{n}}{\prod _{k=0}^{n}f_{k}}}}
فرض کنید
{\displaystyle A_{n}={\frac {a_{n}}{\prod _{k=0}^{n-1}f_{k}}}}
حال
{\displaystyle A_{n+1}-A_{n}={\frac {g_{n}}{\prod _{k=0}^{n}f_{k}}}}
{\displaystyle \sum _{m=0}^{n-1}(A_{m+1}-A_{m})=A_{n}-A_{0}=\sum _{m=0}^{n-1}{\frac {g_{m}}{\prod _{k=0}^{m}f_{k}}}}
{\displaystyle {\frac {a_{n}}{\prod _{k=0}^{n-1}f_{k}}}=A_{0}+\sum _{m=0}^{n-1}{\frac {g_{m}}{\prod _{k=0}^{m}f_{k}}}}
{\displaystyle a_{n}=\left(\prod _{k=0}^{n-1}f_{k}\right)\left(A_{0}+\sum _{m=0}^{n-1}{\frac {g_{m}}{\prod _{k=0}^{m}f_{k}}}\right)}

### روابط بازگشتی همگن خطی کلی
بسیاری از روابط بازگشتی همگن خطی ممکن است با سری فوق هندسی تعمیم یافته حل شوند. شرایط خاصی از اینها منجر به چندجمله‌ای متعامد و بسیاری از توابع خاص می‌شوند. برای مثال راه حل دنباله زیر
{\displaystyle J_{n+1}={\frac {2n}{z}}J_{n}-J_{n-1}}
به صورت {\displaystyle J_{n}=J_{n}(z)} است. تابع بسل تا وقتی که {\displaystyle (b-n)M_{n-1}+(2n-b-z)M_{n}-nM_{n+1}=0\,} باشد، به صورت {\displaystyle M_{n}=M(n,b;z)\,} حل می‌شود که همریز سری فوق هندسی است.

### روش حل معادلات تفاضلی گویا از مرتبه یک
معادلات تفاضلی گویا از مرتبه یک به صورت {\displaystyle w_{t+1}={\tfrac {aw_{t}+b}{cw_{t}+d}}} هستند. این چنین معادلاتی با نوشتن {\displaystyle w_{t}} به صورت تبدیل غیرخطی از متغیر دیگر {\displaystyle x_{t}} که خود به صورت خطی است، حل می‌شوند. سپس روش‌های استاندارد مورد استفاده قرار می‌گیرند تا معادلات تفاضلی خطی {\displaystyle x_{t}} حل شود.

## ثبات

### ثبات روابط بازگشتی مرتبه‌های بالاتر
رابطه بازگشتی خطی از مرتبه d
{\displaystyle a_{n}=c_{1}a_{n-1}+c_{2}a_{n-2}+\dots +c_{d}a_{n-d}\,}
معادله مشخصه‌ای به شکل زیر خواهد داشت.
{\displaystyle \lambda ^{d}-c_{1}\lambda ^{d-1}-c_{2}\lambda ^{d-2}-\dots -c_{d}\lambda ^{0}=0\,}
رابطه بازگشتی پایدار است، بدین معنا که تکرارها بدون علامت خاصی همگرا به مقداری خاص هستند، اگر و تنها اگر مقادیر ویژه (ریشه‌های معادله مشخصه)، خواه حقیقی یا مختلط، تماماً کمتر از قدر مطلق واحد هستند.

### ثبات ماتریس بازگشتی خطی از مرتبه اول
در معادله ماتریس بازگشتی خطی از مرتبه اول
{\displaystyle [x_{t}-x^{*}]=A[x_{t-1}-x^{*}]\,}
با بردار حالت x و ماتریس انتقالی x,A همگرا به بردار حالت یکنواخت *x خواهد بود اگر و تنها اگر تمام مقادیر ویژه از ماتریس انتقالی A مقدار قدر مطلقی کمتر از واحد داشته باشند.

### ثبات روابط بازگشتی غیرخطی اولین مرتبه
رابطه بازگشتی غیرخطی اولین مرتبه زیر را در نظر بگیرید:
{\displaystyle x_{n}=f(x_{n-1})}
این رابطه بازگشتی پایدار محلی است، بدین معنا که به نقطه ثابت x* از نقاط نزدیک به آن همگرا است، اگر دامنه f در همسایگی x* کوچکتر از واحد در مقدار قدر مطلقی باشد؛ که یعنی:
{\displaystyle |f'(x^{*})|<1\,}
یک رابطه بازگشتی غیر خطی می‌تواند چندین نقطه ثابت داشته باشد، که در آن‌ها ممکن پایدار یا ناپایدار باشد. برای یک f پیوسته، دو نقطه ثابت نمی‌توانند پایدار محلی باشند. یک رابطه بازگشتی غیر خطی می‌تواند چرخه‌ای از دوره k برای k > 1 داشته باشد. این چرخه پایدار است، بدین معنا که مجموعه‌ای از شرایط اولیه مثبت را جذب می‌کند اگر تابع مرکب
{\displaystyle g(x):=f\circ f\circ \cdot \cdot \cdot \circ f(x)}
با داشتن n بار از f، پایدار محلی است.
{\displaystyle |g'(x^{*})|<1}
در یک رابطه بازگشتی آشوب، متغیر x در ناحیه بسته‌ای باقی می‌ماند ولی همگرا به نقطه ثابت یا یک چرخه نمی‌شود؛ هرگونه نقطه ثابت یا چرخه‌ای از معادلات ناپایدارند. به نقشه منطقی، تبدیل دوتایی و نقشه چادر رجوع شود.

## روابط مدل‌های تفاضلی
وقتی که به حل مدل‌های تفاضلی عادی عددی پرداخته می‌شود، عموماً به روابط بازگشتی برخورد خواهیم کرد. برای مثال، در حل مسئله مقدار اولیه
{\displaystyle y'(t)=f(t,y(t)),\ \ y(t_{0})=y_{0}}
با روش اویلر و اندازه گام h، مقادیر
{\displaystyle y_{0}=y(t_{0}),\ \ y_{1}=y(t_{0}+h),\ \ y_{2}=y(t_{0}+2h),\ \dots }
با رابطه بازگشتی
{\displaystyle \,y_{n+1}=y_{n}+hf(t_{n},y_{n})}
محاسبه خواهند شد. سیستم‌های مدل‌های تفاضلی مرتبه اول را می‌توان توسط روش‌های نشان داده شده در بخش گسسته سازی، گسسته ساخت.

## کاربردها

### زیست‌شناسی
برخی از بهترین مدل‌های تفاضلی شناخته شده از تلاش‌های صورت گرفته برای مدل‌سازی پویاشناسی جمعیت سرچشمه گرفته‌اند. برای مثال اعداد فیبوناچی در دوره‌ای برای مدل‌سازی رشد جمعیت خرگوش‌ها مورد استفاده قرار می‌گرفت. نقشه منطقی هم به صورت مستقیم برای مدل‌سازی رشد جمعیت و هم به عنوان نقطه شروعی برای مدل‌های مفصل تر استفاده می‌شود. در این مقاله، مدل‌های تفاضلی جفتی (کوپل) برای مدل‌سازی فعل و انفعال دو یا چند جمعیت مورد استفاده قرار می‌گیرند. برای مثال، مدل نیکولسون-بیلی برای یک فعل و انفعال انگل-میزبان به صورت زیر به‌دست می‌آید:
{\displaystyle N_{t+1}=\lambda N_{t}e^{-aP_{t}}\,}
{\displaystyle P_{t+1}=N_{t}(1-e^{-aP_{t}})\,}
که در آن Nt نشان دهنده میزبان‌ها و Pt انگل‌ها در زمان t هستند. معادلات دیفرانسیلی انتگرالی شکلی از رابطه بازگشتی اند که برای بوم‌شناسی فاصله‌ای مهم هستند. این و دیگر گونه‌های مدل‌های تفاضلی برای مدل‌سازی جمعیت‌های univoltine مورد استفاده قرار می‌گیرند.

### پردازش سیگنال دیجیتال
در پردازش سیگنال دیجیتال، روابط بازگشتی می‌توانند بازخورد به سیستم را مدل‌سازی کنند که خروجی‌ها در یک زمان، ورودی‌های زمان‌های آتی خواهد بود؛ بنابراین آن‌ها در فیلتر دیجیتال پاسخ برانگیزش نامتناهی (IIR) دیده خواهند شد. برای مثال، معادله برای یک پسخور IIR فیلتر ترکیبی با تأخیر T برابر خواهد بود با:
{\displaystyle y_{t}=(1-\alpha )x_{t}+\alpha y_{t-T}}
که در آن {\displaystyle x_{t}} ورودی در زمان t, {\displaystyle y_{t}} خروجی در زمان t و α کنترل‌کننده میزان سیگنال‌های تأخیری بازگشتی به خروجی‌ها می‌باشد. پس می‌توان گفت:
{\displaystyle y_{t}=(1-\alpha )x_{t}+\alpha ((1-\alpha )x_{t-T}+\alpha y_{t-2T})}
{\displaystyle y_{t}=(1-\alpha )x_{t}+(\alpha -\alpha ^{2})x_{t-T}+\alpha ^{2}y_{t-2T})}

### اقتصاد
روابط بازگشتی، خصوصاً روابط بازگشتی خطی، هم در اقتصاد نظری و هم در اقتصاد تجربی مورد استفاده قرار می‌گیرد. به ویژه، در اقتصاد کلان، می‌توان مدلی از بخش‌های متفاوت بزرگ اقتصاد (مثل بخش مالی، بخش کالا، بازار کار و غیره) ایجاد کرد که در آن‌ها اقدامات برخی آژانس‌ها وابسته به متغیرهای تأخیری است. مدل را می‌توان با مقادیر فعلی متغیرهای اصلی حل کرد. برای اطلاعات بیشتر به تحلیل سری‌های زمانی رجوع شود.

### علم کامپیوتر
در تحلیل الگوریتم‌ها، روابط بازگشتی اهمیت زیادی دارند. اگر یک الگوریتم به گونه‌ای طراحی شود که یک مسئله را به زیر مسئله‌های کوچکتری تبدیل کند، زمان اجرای آن را می‌توان با روابط بازگشتی توصیف کرد. یک مثال ساده زمانی است که یک الگوریتم به طول می‌انجامد تا به دنبال یک جزء در یک بردار مرتب {\displaystyle n} جزئی بگردد. یک الگوریتم ساده، جست و جوی چپ به راست انجام می‌دهد که در هر لحظه یک جزء را در نظر دارد. بدترین حالت ممکن این است که جزء مورد نظر، آخرین جزء باشد که در این صورت تعداد مقایسه‌ها برابر {\displaystyle n} می‌شود. الگوریتمی بهتر، جست و جوی دودویی است. ابتدا بررسی می‌کند که جزء در میانه بردار وجود دارد یا خیر. اگر نباشد، بررسی می‌کند که جزء میانه بزرگتر یا کوچکتر از جزء مورد نظر است. در این نقطه، نیمی از بردار حذف شده و الگوریتم بر روی نیمه دیگر دوباره اجرا می‌شود. تعداد مقایسه‌ها با روابط زیر به‌دست می‌آید:
{\displaystyle c_{1}=1}
{\displaystyle c_{n}=1+c_{n/2}}
که نزدیک به {\displaystyle \log _{2}(n)} می‌باشد.